# Akosombodam

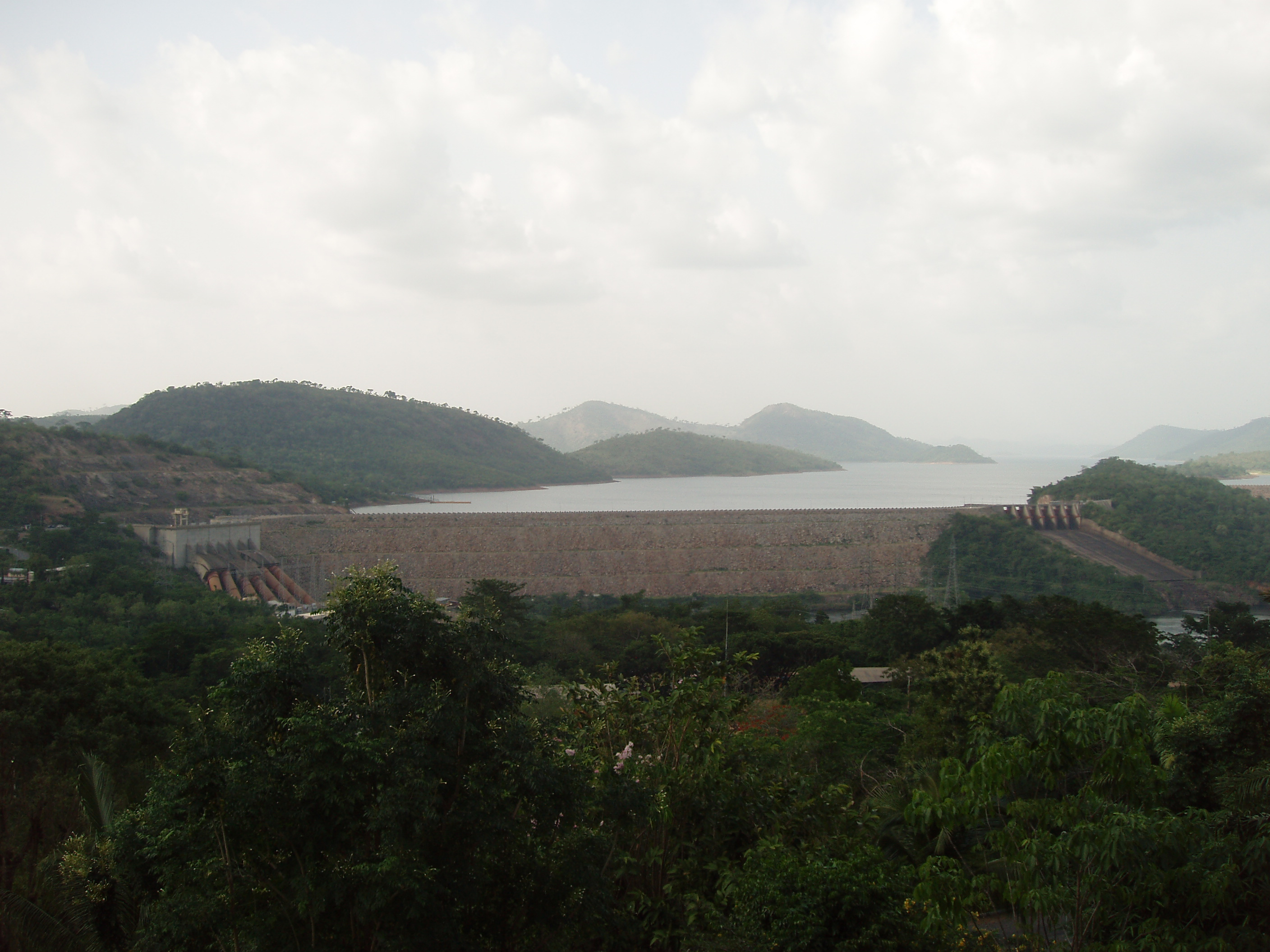
De Akosombodam, gezien vanuit het Voltahotel

De Akosombodam, voorheen ook bekend als Voltadam, is een stuwdam gelegen in de Akosombokloof in het zuidoosten van Ghana. De dam is gebouwd in de rivier de Volta. De bouw van de dam heeft geleid tot het ontstaan van het Voltameer, het grootste door mensen gemaakte meer ter wereld. Het meer beslaat 3,6% van Ghana’s landoppervlak.
De Akosombodam dient voornamelijk als aanstuwer van een waterkrachtcentrale om stroom op te wekken voor de aluminiumindustrie. De dam werd dan ook wel gezien als "de grootste investering in de economische ontwikkeling van Ghana". Oorspronkelijk had de dam een vermogen van zo’n 912 MWe aan elektriciteit. In 2006 werd dit opgevoerd naar 1020 MWe. De voorziene gemiddelde jaarproductie is 1 terawattuur.
De constructie van de dam en het ontstaan van het Voltameer hadden grote gevolgen voor de regio. Zo moesten 80.000 mensen, ongeveer 1% van de totale bevolking van Ghana, verhuizen.

## Geschiedenis
Plannen voor een stuwdam in de Volta werden reeds voorgesteld in 1915 door geoloog Albert Ernest Kitson, maar de uitwerking van deze plannen vond pas plaats in de jaren 40.
De bouw van de dam was een grote stap in de economische ontwikkeling van Ghana, dat een van de eerste West-Afrikaanse landen was dat onafhankelijk werd na lange tijd een kolonie te zijn geweest. Toen Ghana onafhankelijk werd, was de cacaoboonproductie de voornaamste bron van inkomen voor Ghana. Dr. Kwame Nkrumah, de premier van Ghana, zag de bouw van de dam als het begin van een nieuwe groeiende economie.
In 1949 waren de meeste plannen voor de ontwikkeling van de Volta klaar, maar het ontbrak de Ghanese overheid aan geld om deze plannen uit te voeren. Daarom werd een deal gemaakt met het Amerikaanse bedrijf Volta Aluminum Company (Valco, onderdeel van Alcoa). Valco zou de bouw van de dam financieren in ruil voor elektriciteit voor een nieuwe smeltoven voor aluminium bij Tema. Deze smeltoven zou een goede basis vormen voor ontginnen van bauxiet in de regio. De bouw van de smeltoven werd grotendeels uitgevoerd door Kaiser Aluminum. De kosten van de dam werden verder gefinancierd door de Wereldbank en leningen uit het Verenigd Koninkrijk. De totale kosten van de bouw bedroegen 130 miljoen pond, waarvan de Ghanese overheid 50% zelf betaalde.
De bouw van de dam begon in 1961. Tussen 1962 en 1966 ontstond door de dam langzaam het Voltameer. In 1965 was de officiële opening van de dam.

## Achtergrond

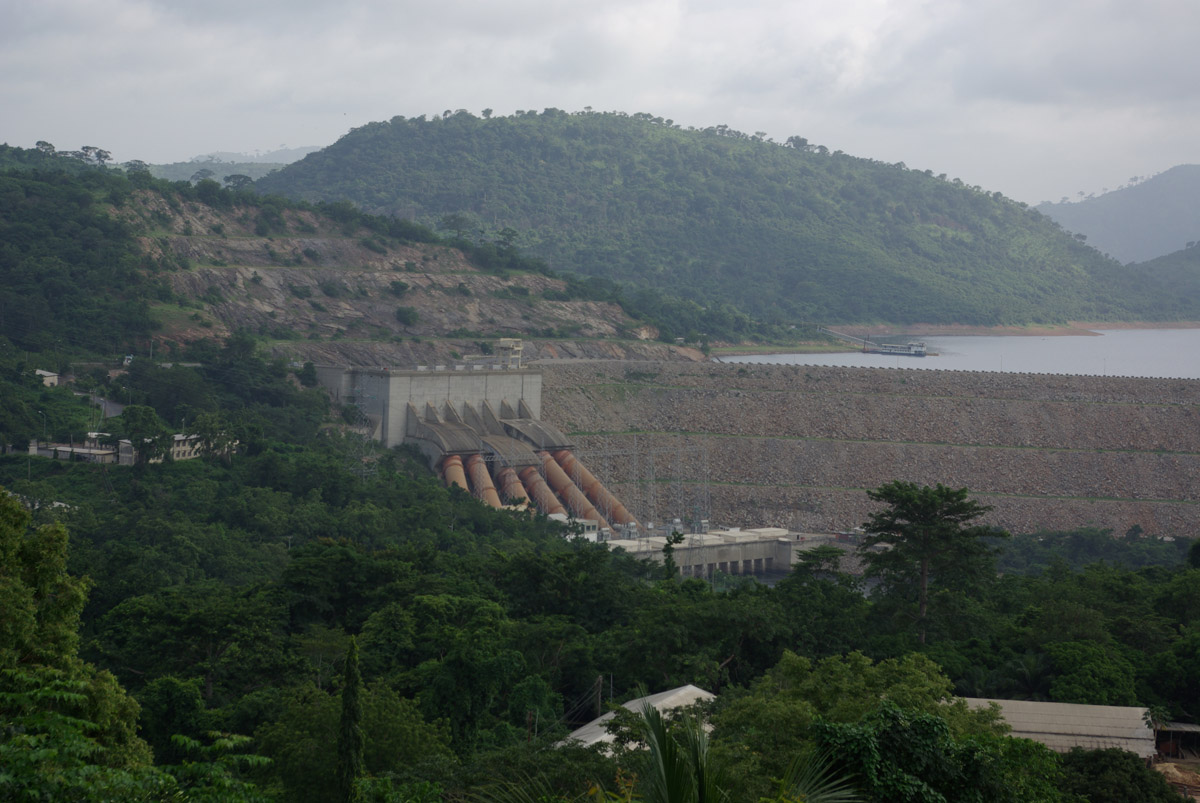
De waterkrachtcentrale in de Akosombodam

De Akosombodam levert stroom voor zowel Ghana als enkele andere West-Afrikaanse landen, waaronder Togo en Benin. De dam is 660 meter breed en 114 meter hoog.
Van de totale stroomopbrengst van de dam gaat ongeveer 20% naar Ghana, en 80% naar de Volta Aluminium Company. Dit terwijl de Ghanese overheid de bouw van de dam voor de helft zelf had gefinancierd. Deze verhouding heeft al meerdere malen tot beschuldigingen van neokolonialisme geleid.
Vanwege de toenemende vraag naar stroom is de dam een paar keer gemoderniseerd. Desondanks kan de dam de vraag naar stroom soms niet bijbenen, met stroomstoringen tot gevolg. In 1981 werd er een kleinere dam bijgebouwd bij de stad Kpong.
Begin 2007 ontstond er bezorgdheid over de levering van elektriciteit door de dam als gevolg van het lage waterpeil in het Voltameer. Volgens sommige bronnen zou deze lage waterstand het gevolg zijn van droogte en de opwarming van de Aarde.

## Gevolgen van de dam
Over het algemeen heeft de Akosombodam de industriële en economische activiteiten bevorderd, zoals transport over het Voltameer, de visserij en toerisme aan het meer.

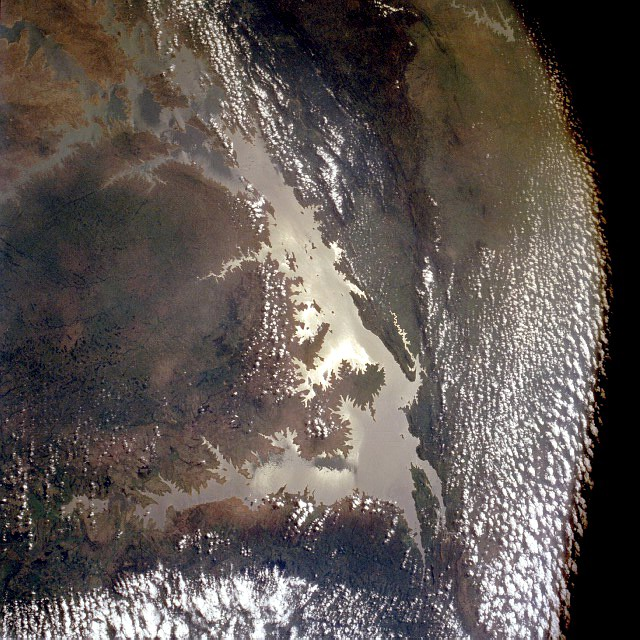
Het Voltameer vanuit de ruimte

In de periode na de bouw van de Akosombodam, vond er een afname plaats in landbouw langs het meer. Het land rondom het Voltameer is lang niet zo vruchtbaar als de voormalige landbouwgrond die nu door het meer is overstroomd. De zware landbouw heeft bovendien de nog resterende landbouwgrond grotendeels uitgeput.
Landbouwgronden meer stroomopwaarts verliezen ook langzaam hun vruchtbaarheid nu door de dam de rivier niet meer met regelmaat overstroomt, en zo vruchtbaar slib afzet. Kunstmest wordt steeds vaker toegepast, met eutrofiëring van de rivier tot gevolg. Vooral veel wiersoorten gedijen nu goed in het stilstaande voedselrijke water. Deze wieren maken varen op de rivier en het meer lastiger, en trekken bovendien muggen aan. Deze zijn overbrengers van onder andere ziekten als malaria en schistosomiasis. Sinds de bouw van de dam komen deze ziekten veel vaker voor in het gebied.
Het ontstaan van het Voltameer als gevolg van de dam heeft ertoe geleid dat 80.000 mensen gedwongen hun huizen moesten verlaten. Veel van hen hebben hun primaire economische activiteiten verloren. Het programma dat werd opgezet om deze mensen nieuwe woningen te geven schoot op veel punten tekort. Armoede in de nooddorpen heeft geleid tot een drastische bevolkingsafname.
De dam heeft ook invloed op de aardkorst. Door de toename van het gewicht van het water door de formatie van het Voltameer zijn aardbevingen in het gebied sterk toegenomen.

## Naslagwerken
- De Engelstalige Wikipedia
- Fobil, J.N., D.K. Attaquayefio, and Volta Basin Research Project [VBRP], 2003. Remediation of the environmental impacts of the Akosombo and Kpong dams. HORIZON Solutions Site: Public Health. Yale University Department of Biology: HORIZON International.
- GHP, Ghana Home Page, 2007. History of Akosombo dam.
- Gyau-Boakye, P. 2001. Environmental impacts of the akosombo dam and effects of climate change on the lake levels. Environment, Development and Sustainability 3(1): 17-29.
- Suave, N., A. Dzokoto, B. Opare et al, 2002. The price of development: HIV infection in a semiurban community of Ghana. Journal of Acquired Immune Deficiency Syndrome [JAIDS] 20(4): 402-408.
- Van De Giesen, N., M. Andreini, A. Van Edig and P. Vlek, 2001. Competition for water resources of the Volta basin. Regional Management of Water Resources. IAHS Publ. no. 268: 199-205.
- Zakhary, K., 1997. Factors affecting the prevalence of schistosomiasis in the Volta region of Ghana. McGill Journal of Medicine 3: 93-101.